# Монторио-аль-Вомано
Монторио-аль-Вомано (итал. Montorio al Vomano) — коммуна в Италии, расположена в регионе Абруццо, подчиняется административному центру Терамо.
Население составляет 8032 человека, плотность населения составляет 152 чел./км². Занимает площадь 53 км². Почтовый индекс — 64046. Телефонный код — 0861.
Покровителем населённого пункта считается святой Рох. День города ежегодно празднуется 16 августа.

## Города-побратимы
- Аматриче, Италия
- Априлия, Италия